# Mala Stratiivka, Trosteaneț
Mala Stratiivka (în ucraineană Мала Стратіївка) este un sat în comuna Nova Obodivka din raionul Trosteaneț, regiunea Vinnița, Ucraina.

## Demografie
Componența lingvistică a localității Mala Stratiivka
     Ucraineană (99,6%)
     Alte limbi (0,26%)
Conform recensământului din 2001, majoritatea populației localității Mala Stratiivka era vorbitoare de ucraineană (99,6%), existând în minoritate și vorbitori de alte limbi.